# James Dawkins (Altertumsforscher)
James Dawkins (* 1722 in Jamaika; † 6. September 1757 in Suttons’s Plantation, Jamaika) war ein britischer Altertumsforscher, Sympathisant der Jakobiten und Unterhausabgeordneter.

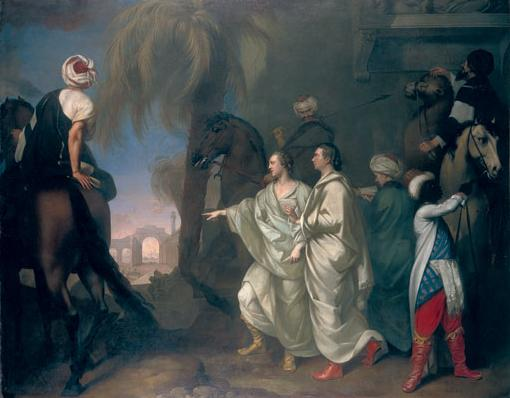
James Dawkins and Robert Wood Discovering the Ruins of Palmyra, Gemälde von Gavin Hamilton (1758)

## Leben
James Dawkins wurde als Sohn von Henry Dawkins (1698–1744), einem reichen Plantagenbesitzer, in Jamaika geboren. Nach dem Besuch der Abingdon School in Berkshire studierte Dawkins 1739 bis 1749 am St John’s College in Oxford und erhielt 1749 den Doctor of Civil Law. Er unternahm ausgedehnte Reisen in Europa und verkehrte in jakobitischen Kreisen in Paris und Rom.
In Rom plante er 1749 mit seinem Studienfreund John Bouverie (1723–1750) eine Reise zu den antiken Stätten des östlichen Mittelmeerraumes. Der schon erfahrene Reisende Robert Wood (1717–1771) und der Zeichner und Architekt Giovanni Battista Borra (1712–1786) schlossen sich ihnen an. Die Reise begann in Neapel am 5. Mai 1750 mit einem extra dafür ausgerüsteten Schiff, der Matilda. Sie bereisten zunächst die Ägäis und die Küsten Kleinasiens, wo Bouverie im September 1750 starb. Die Reise führte weiter nach Ägypten und Palästina. Im Frühjahr 1751 bereisten sie Syrien, insbesondere Palmyra und Baalbek, und kehrten über Tripolis, Zypern und Griechenland am 7. Juni 1751 nach Neapel zurück. Diese Reise gehört zu den ersten rein wissenschaftlichen Forschungsexpeditionen in den östlichen Mittelmeerraum.
1755 wurde er Mitglied der Society of Dilettanti. Unterstützt von Dawkins publizierte Robert Wood The Ruins of Palmyra (1753) und The Ruins of Baalbec (1759). Dawkins unterstützte auch James Stuart und Nicholas Revett in ihrem Unternehmen, die Altertümer von Athen zu untersuchen und zu publizieren (The Antiquities of Athens, 1762).
Im Mai 1753 reiste Dawkins nach Berlin, um Friedrich II. für die Unterstützung einer jakobitischen Verschwörung zu gewinnen. Die Reise blieb ohne Ergebnis, die britische Regierung erließ jedoch einen Haftbefehl gegen Dawkins, der aber ohne Folgen blieb als er 1754 nach England zurückkehrte und sich in Laverstoke, Hampshire niederließ. Von 1754 bis zu seinem Tode war er Mitglied des Unterhauses für Hindon, Wiltshire.